# مبادرة بريجنيف
مبادرة بريجنيف هي مشروع للسلام في الشرق الأوسط عرف باسم "مشروع بريجنيف" بعد خروج قوات الثورة الفلسطينية من بيروت، طرحه رئيس الاتحاد السوفيتي ليونيد بريجنيف(1) في 15 أيلول/سبتمبر 1982،  الذي ركز على حق شعب فلسطين في تقرير مصيره وإقامة دولة مستقلة في الضفة الغربية وقطاع غزة بما فيها القدس الشرقية. وأكد على حق جميع دول المنطقة في الوجود والتطور السلميين والأمنيين، وعلى إنهاء حالة الحرب، وإحلال السلام بين الدول العربية وإسرائيل، وعلى إيجاد ضمانات دولية للتسوية. أتت المبادرة بعد "مبادرة سلام أمريكية لشعوب الشرق الأوسط" التي طرحها رئيس الولايات المتحدة رونالد ريغان في 1 أيلول/سبتمبر 1982 وبعد مشروع السلام العربي الذي طرحه الأمير فهد وتبناه مؤتمر القمة العربيّة الثانية عشرة المنعقد بفاس 9 أيلول/سبتمبر من نفس السنة.

## خلفية

### الاهتمام السوفياتي
يعود الاهتمام السوفييتي بإقرار تسوية سلمية للصراع العربي-الإسرائيلي إلى المرحلة التاريخية الي بدأت في عام 1947 بعد أن طلبت بريطانيا رسمياً من الأمم المتحدة؛ في 2 نيسان / أبريل 1947 إدراج "مسألة فلسطين" على جدول أعمال الجمعية العمومية للأمم المتحدة وشارك الاتحاد السوفييتي إلى جانب 12 دولة أخرى في عضوية اللجنة الفرعية السادسة، المنبثقة عن اللجنة الأولى، والتي كانت مهمتها تنسيق الاقتراحات.
كما ساهم الاتحاد السوفييتي في عقد مؤتمر جنيف لعام 1973 محاولةً للتفاوض لإيجاد حل للصراع العربي الإسرائيلي على النحو المتوخى في قرار مجلس الأمن التابع للأمم المتحدة رقم 338 بعد الدعوة إلى وقف إطلاق النار لإنهاء حرب أكتوبر. بعد مفاوضات «دبلوماسية مكوكية» قام بها هنري كيسنجر، والذي افتتح في 21 ديسمبر 1973 تحت إشراف الأمين العام للأمم المتحدة، مع الولايات المتحدة و‌اتحاد الجمهوريات السوفيتية الاشتراكية كرئيسين مشاركين.

عاودت الدبلوماسية السوفييتية نشاطها المشترك مع الولايات المتحدة بعد فترة قصير من الانقطاع في البحث عن مبادرات وخطط ومشاريع للتسوية في الشرق الأوسط، صدر في 1 أكتوبر 1977 البيان السوفييتي – الأمريكي المشترك في أعقاب اجتماعات عُقدت في نيويورك بين وزير الخارجية الأمريكي سايروس فانس ووزير الخارجية السوفيتي أندريه غروميكو، وتضمن البيان الدعوة إلى استئناف انعقاد مؤتمر جنيف بحلول نهاية عام 1977 وأنه سيكون الاتحاد السوفييتي أحد رئيسي المؤتمر، ولم يشر البيان إلى قرار مجلس الأمن التابع للأمم المتحدة رقم 242 لكنه أشار إلى «ضمان الحقوق المشروعة للشعب الفلسطيني» وهي صيغة غير مسبوقة في البيانات الأمريكية –السوفييتية المشتركة. وقد رحب ياسر عرفات، رئيس منظمة التحرير الفلسطينية، بهذا التطور ولكن مؤتمر جنيف لم ينعقد ثانية؛ ولم يصدر عن الاتحاد السوفييتي أي مبادرات أخرى، سواء مشتركة أو مستقلة إلى أن أعلن الاتحاد السوفييتي بتاريخ 23 فبراير 1981، عن مبادرة بريجنيف للسلام في الشرق الأوسط، دعا فيها لعقد مؤتمر دولي للسلام تحت رعاية الأمم المتحدة وجميع الأعضاء الدائمين لمجلس الأمن وجميع الأطراف المعنية لإقامة دولة فلسطينية. ومما مهد به لمبادرته قوله:

### أحداث
بدأت حرب لبنان 1982 يوم 6 يونيو 1982، عندما غزت إسرائيل لبنان رداً على محاولة لاغتيال السفير الإسرائيلي في لندن شلومو آرغوف تنبتها منظمة أبو نضال(2). وهاجمت القواعد العسكرية الفلسطينية ومخيمات اللاجئين الفلسطينيين والحركات العسكرية الفلسطينية الأخرى، بما فيها منظمة أبو نضال. قتل خلال الصراع أكثر من 17،000 لبناني، وفرض الجيش الإسرائيلي حصار على بيروت. خلال الحرب، وقع قتال بين إسرائيل وسوريا أيضاً. خوفاً من اتساع رقعة الصراع والهيبة التي منحها الحصار لرئيس منظمة التحرير الفلسطينية ياسر عرفات، حصلت الولايات المتحدة على موافقة جميع الأطراف لوقف إطلاق نار وشروط لانسحاب منظمة التحرير الفلسطينية يوم 12 أغسطس. وصلت قوة متعددة الجنسيات ذات الأغلبية المسلمة إلى لبنان للحفاظ على السلام وضمان انسحاب منظمة التحرير الفلسطينية. خرج عرفات من بيروت في 30 أغسطس 1982، واستقر في تونس. وقد استفادت إسرائيل من إنشاء المنطقة الأمنية في جنوب لبنان حيث شهد الجليل انخفاض في عدد العمليات الفدائية، التي نفذتها منظمة التحرير في السبعينيات. على الرغم من النجاح الإسرائيلي في القضاء على قواعد منظمة التحرير الفلسطينية والانسحاب الجزئي في عام 1985، زاد الاجتياح الإسرائيلي فعلاً من شدة الصراع مع الميليشيات اللبنانية المحلية وأسفرت عن توحيد عدة حركات شيعية محلية في لبنان، بما في ذلك حزب الله وحركة أمل، من قبل حركة حرب العصابات غير المنظمة في الجنوب.

## تطور الخطة
قدم ليونيد بريجنيف تقريرًا للجنة المركزية للحزب الشيوعي في الاتحاد السوفيتي خلال المؤتمر السادس والعشرين للحزب المنعقد في العاصمة موسكو بتاريخ 22 فبراير 1981 مبادرةً تتضمن عدة نقاط أهمها:
1. إنهاء الاحتلال الإسرائيلي من كل الأراضي العربية المغتصبة عام 1967
2. إحقاق حقوق الشعب العربي الفلسطيني الثابتة؛ بما في ذلك تأسيس دولته.
3. ضمان سلامة وسيادة كل دول هذه المنطقة؛ بما فيها إسرائيل.

وتلك هي المبادئ الأساسية ... أما التفاصيل فيمكن أن تكون بالطبع مادة للمفاوضات.
مهدت تلك المبادرة لما عرف ب "مشروع بريجنيف" بتاريخ 15 سبتمبر 1982 وارتكزت على مبادئ ستة التي اقترحها بريجنيف خلال مأدبة عشاء أقامها على شرف رئيس جمهورية اليمن الديمقراطية علي ناصر محمد، بدأ الرئيس السوفيتي حديثه بتقديم مشروعه، مشيدًا بالشعب الفلسطيني الذي أبدى مرارًا صمودًا غير عادي ضد قوات الاحتلال في بيروت، ودعا إسرائيل إلى سحب قواتها من لبنان كخطوة أولى في السعي لتحقيق السلام، هي أيضًا خطوة ضرورية في الشرق الأوسط. كما رفض التعليق على خطة ريغان، باستثناء قضية الدولة الفلسطينية، فقال:«إن معارضة الإدارة الأمريكية في إقامة دولة فلسطينية يشكك في الأساس القانوني لوجود دولة إسرائيل أيضاً ذلك لأن القرار رقم 181 الصادر في 29/11/1947 (قرار التقسيم) كان ينص على تأسيس دولتين دولة عربية ودولة يهودية على أراضي فلسطين ولم يلغ أحد هذا القرار ولا يحق لأحد إلغاؤه، ومن التهور الاعتقاد أنه يمكن تنفيذ الجزء الخاص بإقامة الدولة اليهودية وتجاهل الجزء الخاص بإقامة الدولة الفلسطينية».. وقد قامت مبادرة الزعيم بريجنيف على مبادئ ستة، تنسجم مع المبادئ العامة للقانون الدولي وقرارات مجلس الأمن والجمعية العمومية.

## مبادئ الخطة
ضمت الخطة ستة مبادئ وهي:
1. وجوب المراعاة الصارمة لمبدأ «مبدأ عدم جواز الاستيلاء على أراضي الآخرين عن طريق العدوان»، وهذا يعني إعادة الأراضي العربية التي احتلتها في حزيران / يونيو 1967، وهي مرتفعات الجولان والضفة الغربية والقدس وغزة والأراضي اللبنانية التي احتلتها عام 1978، وترسيم حدود ثابتة غير قابلة للتغيير بين إسرائيل وجيرانها العرب.
2. وجوب «تأمين الحق الثابت للشعب العربي الفلسطيني، في تقرير مصيره، وإقامة دولة مستقلة خاصة به» أي تقرير مصيره وإقامة دولته في الضفة الغربية وقطاع غزة وعودة أو تعويض اللاجئين عن ممتلكاتهم وفقاً لقرارات الأمم المتحدة لمن لا يرغب في العودة..
3. عودة الجزء الشرقي من مدينة القدس(3) إلى العرب والذي يجب أن يصبح جزءاً لا يتجزأ من الدولة الفلسطينية ويجب ان تؤمن حرية العبادة للأديان الثلاثة..
4. وجوب تأمين «حق جميع دول المنطقة في الوجود والتطور السلميين والأمنيين» مع مراعاة مبدأ التعامل بالمثل، لأنه لا يمكن ضمان أمن البعض بانتهاك أمن الآخرين..
5. وجوب إنهاء حالة الحرب وإحلال السلام بين الدول العربية وإسرائيل ويعني هذا أن على جميع الأطراف المشاركة في النزاع ومنها إسرائيل والدولة الفلسطينية أن تلتزم بالاحترام المتبادل لسيادة واستقلال ووحدة أراضي بعضها بعضاً وحل النزاعات الناشئة بوسائل سلمية وعن طريق المفاوضات..
6. وجوب إعداد وإقرار ضمانات دولية للتسوية، ويمكن أن يقوم بدور الضامنين للتسوية الأعضاء الدائمون في مجلس الأمن الدولي أو مجلس الأمن الدولي على العموم.

## ردود الفعل على مبادرة بريجنيف
أثارت مبادرة بريجنيف ردود فعل مختلفة وكان من أبرزها رد الفعل الفلسطيني؛ الذي صدر في إطار بيان للجنة السياسية في المجلس الوطني الفلسطيني في نيسان/أبريل 1981 ونصه كالتالي:
وأيد المجلس الوطني الفلسطيني السادس عشر المنعقد في الجزائر في22 شباط / فبراير 1983 مشروع فاس ومشروع بريجينيف، ورفض مشروع ريغان.
ورحبت سوريا ولبنان والأردن بالمبادرة ، ورأت مصادر في الخارجية المصرية أنها تأكيد جديد لموقف الاتحاد السوفيتي الذي أعرب دائما عن دعمه لعقد مؤتمر دولي على غرار مؤتمر جنيف.
وفي إسرائيل، أعرب رئيس الوزراء مناحم بيغن في مؤتمر صحافي عقده يوم 24 فبراير 1981 رفض إسرائيل مبادرة بريجنيف(4) بسبب المقترحات السوفيتية التي تطالب إسرائيل بالانسحاب من جميع الأراضي التي احتلتها عام 1967، ورفض بيغن الدخول في أي مفاوضات مع منظمة التحرير الفلسطينية.

## الهوامش
- 1: رئيس مجلس الرئاسة في الاتحاد السوفييتي - الأمين العام للحزب العام الشيوعي
- 2: مجموعة منشقة عن حركة فتح.
- 3: القدس الشرقية المحتلة عام 1967
- 4: الرفض التام وعدم القبول به [9] أو كما صرح إسحاق رابين لكسنجر معارضتهم «مشروع بريجنيف» بنصه وروحه لأنه يهدف إلى فرض التسوية على أطراف النزاع في الشرق الأوسط.[10]

## روابط خارجية
- نقاط فوق الحروف : مناقشة لردود الفعل تجاه مبادرتي الأمير فهد وبريجنيف